# 637년

## 연호
- 당(唐) 정관(貞觀) 11년
- 신라(新羅) 인평(仁平) 4년

## 기년
- 당(唐) 태종(太宗) 11년
- 신라(新羅) 선덕여왕(善德女王) 6년
- 고구려(高句麗) 영류왕(榮留王) 20년
- 백제(百濟) 무왕(武王) 38년

## 사건
- 당나라가 율령을 반포했다.
- 고구려의 연개소문이 천리장성 완성했다.
- 크테시폰 공방전이 시작되었다.
- 잘룰라 전투가 시작되었다.
- 모이라 전투가 시작되었다.
- 예루살렘 공방전이 시작되었다.
- 하지르 전투가 시작되었다.
- 알레포 공방전이 시작되었다.
- 철교 전투가 시작되었다.
- 송첸캄포가 라싸시 포탈라궁 자리에 최초의 궁전을 건설했다.

## 탄생

### 연도 불명
- 이라클리오스